# 華麗明星賽
《華麗明星賽》（英語：All Star Glam Exam）是香港電視廣播有限公司製作的遊戲節目，由草蜢主持，助手為Star Ladies（張莉莎、張慧雯、倫紫玄及尹詩沛）。
本節目於2011年2月27日至2011年6月26日逢星期日21:00-22:00在翡翠台、高清翡翠台及MyTV播出，及於MyTV提供節目重溫。
本節目因口碑、收視雙贏，獲頒《萬千星輝頒獎典禮2011》「最佳節目主持」、「最佳綜藝節目」及YAHOO!搜索人氣大獎2011「最佳綜藝節目」獎項殊榮。
本節目於2012年1月24日 11:30至13:00 时段重播第14集：《華麗明星賽 絕地反擊戰》；2012年1月25日 12:00-13:00时段在重播第15集：《華麗明星賽 草蜢終極對決》， 与翡翠台、高清翡翠台同步播出。

## 華麗熱潮 翌年開第二輯
由於《華麗明星賽》收視高、受歡迎，並於《萬千星輝頒獎典禮2011》一口氣掃下「最佳綜藝節目」及「最佳節目主持」兩項獎座，而網友表示每集都有名人出任嘉賓、品味賽試吃「貴嘢」、飯局菜式豐富，實在是空前絕後的「華麗」。
於2012年6月，草　蜢正式開始為第二輯《環遊世界明星賽》錄影，由全新陣容的美女組合「Star Ladies」擔任助手，第二輯將會為遊戲環節作為小修改，務求做到最好，最後贏出的嘉賓更可被榮稱為「環遊世界明星」。

## 節目環節

### 第一回合：明星Pose王
- 該遊戲考驗嘉賓對鏡頭的觸覺，嘉賓需要根據隨機抽出的攝影機順序，然後配合由節目主題曲並於指定節拍內望向特定攝影機擺姿勢，於音樂完結時，嘉賓需要擺出自選姿勢，最能準確配合節拍及攝影機者勝出。
- 在節目播出，主持人示範時均只會在首四節擺出自選姿勢，而第1集開始的攝影機方位角位置則為：
  - 攝影機4：045
  - 攝影機3：120
  - 攝影機2：180
  - 攝影機5：210
  - 攝影機1：240

### 第二回合：華麗品味賽
- 該遊戲是要考驗嘉賓們對不同珍品的品味是否高尚。每次遊戲會有三個不同價格（第18集為不同營養價值）的珍品，嘉賓需選出價格最昂貴的一個，並進入相應的包廂（豹紋、絲絨、喱士）。宣佈結果時，專家會先進入價格最便宜的包廂，再進入價格最昂貴的包廂。
- 第18集為選出最有營養價值，包廂改名彩虹、波波、雪糕。
- 出現名貴食材:

| 集數 | 珍品                           | 價值               |
| 1    | 82年法國波爾多紅酒             | 約HK$50,000/瓶     |
| 2    | 四頭日本綱鮑                   | 約HK$100,000/斤    |
| 3    | 1930年古董普洱茶餅             | 約HK$80,000/餅     |
| 4    | 意大利冬季黑松露               | 約HK$50,000/千克   |
| 5    | 麝香貓咖啡                     | 約HK$20,000/千克   |
| 6    | 特級西班牙黑毛豬火腿（36個月） | 約HK$9,000/隻      |
| 7    | 頭期會安燕盞                   | 約HK$300,000/斤    |
| 8    | 50年長白山野生人參             | 約$64,000/支       |
| 9    | 紅牛特級巴馬臣芝士（30個月）   | 約HK$38,000/約35kg |
| 10   | 1990年法國頂級香檳             | 約HK$10,000/瓶     |
| 11   | 印度鰵魚肚公                   | 約HK$30,000/支     |
| 12   | 伊朗野生魚子醬                 | 約HK$13,000/50克   |
| 13   | 日本關東刺參                   | 約HK$10,000/斤     |
| 14   | 意大利冬季白松露               | 約HK$100,000/千克  |
| 15   | 西藏蟲草                       | 約HK$192,000/斤    |
| 16   | 挪威頂級三文魚                 | 約HK$5,000/條      |
| 16   | 三頭日本網鮑                   | 約HK$50,000/隻     |

### 第三回合：蜢人飯局
- 該遊戲旨在考嘉賓的智慧及反應。嘉賓需邊品嘗美食邊回答主持所問的各樣範疇之常識，並需在3秒內作答。如果嘉賓答錯，他們要面對不同類型的懲罰，例如收走餐具、食物及餐椅。嘉賓在面對懲罰後仍然要有儀態地完成整個用餐時間。

| 集數 | 餐類                  | 總廚            | 佳餚 |
| 1    | 意大利菜              | Andrea Magnano  | 炸雅枝竹配意大利黑毛豬火腿 西西里紅蝦意粉                                                                 |
| 2    | 西餐                  | 譚湛輝          | 焗鵝肝批伴希臘乳酪柚子醬 莫卡咖啡燴M9和牛臉                                                               |
| 3    | 日本料理 （懷石料理） | 谷川茂          | 日本水魚清湯 平目魚薄切、金鎗魚                                                                           |
| 4    | 中菜                  | 曾超敬          | 雲丹松露星斑 鳳尾蝦釀遼蔘                                                                                 |
| 5    | 法國菜                | Paul McLoughlin | 澳洲帶子伴韮蔥、黑松露椰菜花蓉、西班牙風乾火腿及葡萄牙馬德拉汁 龍蝦長通粉伴意大利煙肉、甜豆卷鬚及摩利菌汁 |
| 6    | 日本料理              | 苗加昌彥        | 清酒伴左口魚及生海膽 日式汁煮龍蝦                                                                         |
| 7    | 法國菜                | 佘剛廉          | 香煎藍龍蝦配玉米蓉 黑松露菌鵝肝千層塔                                                                     |
| 8    | 中菜                  | 陳國強          | 鶴湖蟹影（蘇州大閘蟹、小龍蝦） 黃湯鵝肝花膠魚肚                                                           |
| 9    | 中菜                  | 鄭陽坤          | 蟹肉血燕炒鮮奶（越南血燕） 西施松露鵝肝煎釀星斑球                                                         |
| 10   | 西餐                  | 王偉勤          | 扒香草牛油原隻鮮帶子（澳洲帶子） 紅洒燴和牛面頰配田螺雲吞（特級澳洲和牛面頰、澳洲紅洒）                   |
| 11   | 中菜                  | 霍錦輝          | 緃橫四海（南非鮑魚） 包羅萬有                                                                             |
| 12   | 中菜                  | 陸澤光          | 鮑魚三叠（南非鮑魚） 黑松露南瓜大蝦                                                                       |
| 13   | 意大利菜              | Tamara Mattii   | 香煎帶子拼意大利紅蝦配番紅花汁 自製寛條伴麵伴新鮮龍蝦及櫻桃番茄                                           |
| 14   | 日本料理              | 西村先生        | 龍蝦火鍋 爐端燒盛合                                                                                       |
| 15   | 中菜                  | 葉志森          | 黑魚子鮑汁煎珍寶蠔 松露金湯珍珠星斑片                                                                     |
| 17   | 西餐                  | 黃子健          | 法式鵝肝慕絲拌無花果醬 酥炸西班牙火腿意大利飯配黑松露番茄莎莎醬                                           |
| 17   | 中菜                  | 何振雄          | 佛跳牆 |

### 第四回合：特備環節

#### 明星經理人
- 出現集數：第1集
- 該遊戲旨在考驗嘉賓眼光，劇組每次找來三名美少男或美少女新人，並接受演藝技能考驗，四位嘉賓須選擇認為是最佳明日新星，並到代表包廂就座，其後「新人」會各自表演才藝，嘉賓將有一次重新選擇的機會，但該回合的獎金獎品將減半，遊戲以全場現場觀眾投票分勝負，猜中之嘉賓可贏取其他嘉賓在該回合的獎金獎品。

| 集數 | 表演者                                                       | 演戲對手       | 才藝表演                 | 票數             | 勝出嘉賓         |
| 1    | 戴蓓琳（喱士包廂）、 吳嘉熙（絲絨包廂）、 趙慧珊（豹紋包廂） | 田雞 花蟹 黃鱔 | 鋼琴演奏 個人獨唱 芭蕾舞 | 44票 340票 164票 | 袁詠儀（吳嘉熙） |

#### 華麗Gallery
- 該遊戲旨在考驗嘉賓的藝術造詣，以各地名言哲理為題，要求嘉賓「看字畫畫」，再由現場觀眾投票選出最配合名言意境的畫作，該嘉賓即成為此局贏家。

| 集數 | 題目                                                                     | 作者      |
| 2    | 唯有真愛永遠有初戀的熱情                                                 | 莎士比亞  |
| 4    | 遲到的青春是持久的青春                                                   | 尼采      |
| 5    | 貞操是從豐富的愛情中生出來的資產                                         | 泰戈爾    |
| 8    | 寧要明天有隻雞,不要今天有個蛋                                            | 傅勒      |
| 12   | 當乾柴碰上烈火,火焰遲早就會爆發                                          | 顯克微支  |
| 15   | 當兩人之間有真愛情的時候，是不會考慮到個子的高矮等外在無關緊要的因素的。 | 羅曼·羅蘭 |
| 16   | 愛情埋在心靈深處，並不是住在雙唇之間。                                   | 丁尼生    |

#### 華麗舞台
- 該遊戲乃考驗嘉賓舞台魅力，嘉賓一對一對壘，分別於兩邊舞台跳舞，兩邊現場觀眾為其支持者，當嘉賓跳舞時，助手會用分貝機收集支持者的歡呼聲量，嘉賓身後的燈箱會根據聲量大小而升降，當其中一位嘉賓到達燈箱的最高點所標示的星形圖案便算勝出首兩回合勝出的嘉賓會進行決賽，勝出者除可保留自己的港幣兩萬元的獎金獎品外，更可贏取其他嘉賓在該回合的獎金獎品。

#### 華麗花園
- 該遊戲乃考驗嘉賓插花才藝，每次會設有一個題目，嘉賓須按題目挑選花朵，再於限時內自由創作插花，當完成作品後再由現場觀眾投票選出勝出者，勝出者除可保留自己的港幣兩萬元的獎金獎品外，更可贏取其他嘉賓在該回合的獎金獎品。各集比賽題目如下：

| 集數 | 題目                                                                                        | 作者 |
| 6    | 純潔的擁抱勝過千言萬語                                                                      | 雨果 |
| 10   | 二十幾歲的愛情是幻想； 三十幾歲的愛情是輕佻； 人到了四十歲時才明白 真正的愛情是柏拉圖式的。 | 歌德 |

#### 明星照相館
- 該遊戲是考驗嘉賓拍攝相片，每組嘉賓要根據自己的題目，指示另一組嘉賓擺甫士，同時亦可以配合道具來拍照三幅相片，之後每組嘉賓選擇一張相片作參賽作品，最後由現場觀眾投票選出勝出者，勝出者除可保留自己的港幣兩萬元的獎金獎品外，更可贏取其他嘉賓在該回合的獎金獎品。

### 第五回合：明星Jackpot
- 每集會有一整檯1000元道具鈔票作Jackpot遊戲，並由「Star Ladies」拉動老虎機以決定目標金額數，嘉賓玩遊戲次序由當晚暫時領先的明星嘉賓決定，嘉賓須於10秒內一手拿出一疊鈔票，若能拿到指定金額，遊戲即時結束，該嘉賓便可得到該獎金Jackpot，以及成為勝出嘉賓，失敗則由下一位嘉賓挑戰。
- 第16集：
  - 主持會先由信封抽出目標金額，檯面上會有1至8號八疊道具鈔票，其中一疊與目標金額相同，嘉賓要估出八疊鈔票中哪一疊為正確目標金額。
- 成功挑戰Jackpot：
  - 第2集：蘇志威（$68,000）
  - 第5集：鄭裕玲（$52,000）
  - 第8集：佘詩曼（$68,000）
  - 第9集：蘇民峰、江欣燕（$82,000）
  - 第14集：蔡一智（$81,000）

## 每集內容
| 集數         | 播映日期 (錄影日期)           | 嘉賓                           | 嘉賓                 | 嘉賓          | 勝出嘉賓（主持）                | 勝出嘉賓（主持）                | 勝出嘉賓（主持）                | 標題               |
| 集數         | 播映日期 (錄影日期)           | 蔡一智                         | 蘇志威               | 蔡一傑        | 勝出嘉賓（主持）                | 勝出嘉賓（主持）                | 勝出嘉賓（主持）                | 標題               |
| 01           | 2011年2月27日 (2011年2月21日) | 袁詠儀                         | 王敏德 黎耀祥        | 伍詠薇        | 袁詠儀(蔡一智)                  | 袁詠儀(蔡一智)                  | 袁詠儀(蔡一智)                  | 華麗登場           |
| 02           | 2011年3月6日 (2011年2月28日)  | 張衛健 蘇永康                  | 梁漢文               | 許志安        | 張衛健(蔡一智)                  | 張衛健(蔡一智)                  | 張衛健(蔡一智)                  | Big 4大挑戰        |
| 03           | 2011年3月13日 (2011年3月1日)  | 陳敏之                         | 謝天華               | 黃宗澤 周秀娜 | 黃宗澤(蔡一傑)                  | 黃宗澤(蔡一傑)                  | 黃宗澤(蔡一傑)                  | 型男美女鬥一番     |
| 04           | 2011年3月20日 (2011年3月14日) | 森美                           | 許紹雄               | 楊千嬅 蒙嘉慧 | 森美(蔡一智)                    | 森美(蔡一智)                    | 森美(蔡一智)                    | 「笑星」競爭輝     |
| 05           | 2011年3月27日 (2011年3月21日) | 艾粒                           | 胡杏兒               | 鄭裕玲        | 鄭裕玲(蔡一傑)                  | 鄭裕玲(蔡一傑)                  | 鄭裕玲(蔡一傑)                  | 精靈一族大激鬥     |
| 06           | 2011年4月3日 (2011年3月29日)  | 陳百祥                         | 廖碧兒 張達明        | 周汶錡        | 陳百祥(蔡一智)                  | 陳百祥(蔡一智)                  | 陳百祥(蔡一智)                  | 妙趣四星爭霸戰     |
| 07           | 2011年4月10日 (2011年4月4日)  | 應采兒                         | 鄭希怡 陳錦鴻 薛家燕 | 林嘉華        | 薛家燕(蘇志威)                  | 薛家燕(蘇志威)                  | 薛家燕(蘇志威)                  | 硬漢嬌娃大比拼     |
| 08           | 2011年4月17日 (2011年3月22日) | 鄭伊健 佘詩曼                  | 陳法拉               | 葛民輝        | 佘詩曼(蔡一智)                  | 佘詩曼(蔡一智)                  | 佘詩曼(蔡一智)                  | 活力四星「智」激鬥 |
| 09           | 2011年4月24日 (2011年4月14日) | 歐陽靖 吳雨霏                  | 蘇民峰 江欣燕        | 商天娥 麥長青 | 蘇民峰、江欣燕(蘇志威)          | 蘇民峰、江欣燕(蘇志威)          | 蘇民峰、江欣燕(蘇志威)          | 伶牙俐齒六福星     |
| 10           | 2011年5月1日 (2011年4月18日)  | 鄭丹瑞                         | 周麗淇               | 葉童          | 周麗淇(蘇志威)                  | 周麗淇(蘇志威)                  | 周麗淇(蘇志威)                  | 機靈四星大對決     |
| 10           | 2011年5月1日 (2011年4月18日)  | 林珊珊                         |                      |               | 周麗淇(蘇志威)                  | 周麗淇(蘇志威)                  | 周麗淇(蘇志威)                  | 機靈四星大對決     |
| 11           | 2011年5月8日 (2011年4月26日)  | 何韻詩                         | 陳奐仁               | 鄭欣宜 查小欣 | 查小欣(蔡一傑)                  | 查小欣(蔡一傑)                  | 查小欣(蔡一傑)                  | 摘星群英大激鬥     |
| 12           | 2011年5月15日 (2011年5月2日)  | 官恩娜 炎亞綸                  | 馬德鐘 呂慧儀        | 李信樵 卓韻芝 | 官恩娜、炎亞綸(蔡一智)          | 官恩娜、炎亞綸(蔡一智)          | 官恩娜、炎亞綸(蔡一智)          | 奇趣六福星         |
| 13           | 2011年5月22日 (2011年5月16日) | 曾華倩 陳偉霆                  | 容祖兒 杜汶澤        | 楊思琦 鄧梓峰 | 楊思琦、鄧梓峰(蔡一傑)          | 楊思琦、鄧梓峰(蔡一傑)          | 楊思琦、鄧梓峰(蔡一傑)          | 歡樂「笑星」鬥一番 |
| 14           | 2011年5月29日 (2011年5月9日)  | Twins（蔡卓妍、鍾欣桐） 蔡一智 | 張智霖 蘇志威        | 詹瑞文 蔡一傑 | Twins（蔡卓妍、鍾欣桐）(蔡一智) | Twins（蔡卓妍、鍾欣桐）(蔡一智) | Twins（蔡卓妍、鍾欣桐）(蔡一智) | 絕地反擊戰         |
| 15           | 2011年6月5日 (2011年5月23日)  | 方力申 阮小儀                  | 苗僑偉 李亞男        | 王祖藍 朱茵   | 王祖藍、朱茵 (蔡一傑)           | 王祖藍、朱茵 (蔡一傑)           | 王祖藍、朱茵 (蔡一傑)           | 草蜢終極對決       |
| 主持勝出總數 | 主持勝出總數                  | 主持勝出總數                   | 主持勝出總數         | 主持勝出總數  | 蔡一智                          | 蘇志威                          | 蔡一傑                          |                    |
| 主持勝出總數 | 主持勝出總數                  | 主持勝出總數                   | 主持勝出總數         | 主持勝出總數  | 9                               | 8                               | 8                               |                    |

### 特別版
| 集數 | 播映日期 (錄影日期)           | 嘉賓                              | 嘉賓                              | 終極星中之星 | 標題           |
| 集數 | 播映日期 (錄影日期)           | 星中之星                          | 星中之星朋友                      | 終極星中之星 | 標題           |
| 16   | 2011年6月12日 (2011年5月30日) | 陳百祥 黃宗澤 薛家燕 森 美 王祖藍 | 劉碧麗 李思捷 阮兆祥 李信樵 林 峯 | 薛家燕       | 爭華鬥麗星中星 |
| 17   | 2011年6月19日 (2011年5月30日) | 陳百祥 黃宗澤 薛家燕 森 美 王祖藍 | 劉碧麗 李思捷 阮兆祥 李信樵 林 峯 | 薛家燕       | 爭華鬥麗星中星 |

### 華麗明星親子賽
由於本節目受到觀眾歡迎，在觀眾的熱烈支持下，草蜢三子徇眾要求下，無綫電視特意多添加一集名為《華麗明星親子賽》，特別為5至10歲小朋友打造一個華麗親子舞台。
| 集數 | 播映日期 (錄影日期)           | 嘉賓                        | 嘉賓                        | 嘉賓                        | 嘉賓                        | 勝出嘉賓（主持）                      | 勝出嘉賓（主持）                      | 勝出嘉賓（主持）                      | 標題           |
| 集數 | 播映日期 (錄影日期)           | 紅組                        | 黃組                        | 藍組                        | 綠組                        | 勝出嘉賓（主持）                      | 勝出嘉賓（主持）                      | 勝出嘉賓（主持）                      | 標題           |
| 18   | 2011年6月26日 (2011年6月19日) | 陳一鳴 張嘉朗 張希誦 區珀豪 | 賴沛賢 佘之之 胡鎭明 胡鎭佳 | 林楚翹 吳莃僮 余杰樺 譚丁滔 | 莊梓淇 劉子維 鄭嘉榮 袁凱瑩 | 林楚翹、吳莃僮、余杰樺、譚丁滔 (藍組) | 林楚翹、吳莃僮、余杰樺、譚丁滔 (藍組) | 林楚翹、吳莃僮、余杰樺、譚丁滔 (藍組) | 華麗明星親子賽 |

## 收視
以下為本節目於香港無綫電視翡翠台及高清翡翠台之收視紀錄：
| 集數 | 日期          | 平均收視 | 最高收視 |
| ---- | ------------- | -------- | -------- |
| 1    | 2011年2月27日 | 28點     | 30點     |
| 2    | 2011年3月6日  | 26點     |          |
| 3    | 2011年3月13日 | 28點     |          |
| 4    | 2011年3月20日 | 26點     |          |
| 5    | 2011年3月27日 | 28點     |          |
| 6    | 2011年4月3日  | 28點     |          |
| 7    | 2011年4月10日 | 26點     |          |
| 8    | 2011年4月17日 | 26點     |          |
| 9    | 2011年4月24日 | 26點     |          |
| 10   | 2011年5月1日  | 26點     |          |
| 11   | 2011年5月8日  | 26點     |          |
| 12   | 2011年5月15日 | 30點     |          |
| 13   | 2011年5月22日 | 30點     | 34點     |
| 14   | 2011年5月29日 | 30點     |          |
| 15   | 2011年6月5日  | 26點     |          |
| 16   | 2011年6月12日 | 32點     | 34點     |
| 17   | 2011年6月19日 | 30點     |          |
| 18   | 2011年6月26日 | 26點     |          |

- 全体平均28点，最高34点

## 獎項

### YAHOO!搜尋人氣大獎2011
| 獎項     | 單位       | 結果 |
| -------- | ---------- | ---- |
| 綜藝節目 | 華麗明星賽 | 獲獎 |

### 萬千星輝頒獎典禮2011
| 獎項         | 單位       | 結果 |
| ------------ | ---------- | ---- |
| 最佳綜藝節目 | 華麗明星賽 | 獲獎 |
| 最佳節目主持 | 草 蜢      | 獲獎 |

### 2011勁歌金曲優秀選第三回
| 獎項     | 單位                    | 結果 |
| -------- | ----------------------- | ---- |
| 得獎歌曲 | 華麗舞台（主唱：草 蜢） | 獲獎 |

### 2011年度十大勁歌金曲頒獎典禮
| 獎項           | 單位                    | 結果 |
| -------------- | ----------------------- | ---- |
| 十大勁歌金曲獎 | 華麗舞台（主唱：草 蜢） | 獲獎 |

### 星和無綫電視大獎2012
| 獎項              | 單位       | 結果 |
| ----------------- | ---------- | ---- |
| 我最愛TVB綜藝節目 | 華麗明星賽 | 獲獎 |

## 記事
- 2011年3月20日：由於晚上19:35-20:30播映新聞特備節目《日本大地震：災難見真情》，本節目順延至晚上21:30-22:30播映。
- 2011年4月17日：由於晚上21:00-23:45播映劇集《女拳》（大結局），本節目提早至晚上20:00-21:00播映。
- 2011年12月5日：本節目榮獲《萬千星輝頒獎典禮2011》「最佳節目主持」及「最佳綜藝節目」獎。
- 2011年12月20日：本節目榮獲2011年度YAHOO!搜尋人氣大獎 「綜藝節目」獎。

## 備註
1. ↑  林珊珊為三位主持共同代表嘉賓。
2. ↑  本集由鄭裕玲擔任主持。

## 外部連結
- 無綫電視節目網頁 - 華麗明星賽 （页面存档备份，存于）
- 《今日VIP：草蜢專訪 （页面存档备份，存于）》(香港無線電視，2011年3月26日)

## 電視節目的變遷
| 香港無綫電視翡翠台、高清翡翠台 星期日 21:00-22:00 時段 | 香港無綫電視翡翠台、高清翡翠台 星期日 21:00-22:00 時段 | 香港無綫電視翡翠台、高清翡翠台 星期日 21:00-22:00 時段 |
| ------------------------------------------------------ | ------------------------------------------------------ | ------------------------------------------------------ |
|                                                        | 華麗明星賽 (2011.02.27 - 2011.06.26)                   |                                                        |
| 梁詠琪︰高妹G夜 (2011.02.20)                           | 變身男女Chok Chok Chok (2011.07.03 - 2011.11.13)       |                                                        |